# Ханко (город)
Ха́нко (фин. Hanko, швед. Hangö, ранее по-русски Га́нгут, Ганге) — самый южный город Финляндии. Расположен на южной оконечности полуострова Ханко и с трёх сторон окружён морем. В черте города находится свыше 30 км побережья и песчаных пляжей. Ханко является тем городом, который «живёт» летом.
Административно городской муниципалитет входит в провинцию Уусимаа. Расстояние до Хельсинки — 127 км, до Турку — 141 км. Ближайший город — Расеборг (35 км).

## История

### Средние века

Карта 1600-х годов с указанием Ханко

К началу XIII века Шведское королевство включало юго-западную часть нынешней Финляндии.
Первое упоминание о Ханко (Hankoniemi) относятся к XIII веку и сделаны на датской карте, отмечающий путь из Ревеля в Данию. Тогда датский король Вальдемар II дал месту порта имя Hangethe. Старое финское название — Кумионпяа (фин. kumionpää), из которой сохранилось также датское Кумипе (дат. Cumipe). Конец полуострова был уже давно важной остановкой для парусных судов, которые были вынуждены иногда неделями ждать попутный ветер.
В 1400-е годы на полуострове Ханко начинают использовать в качестве порта Таможенный мыс, напротив которого, между скал Коббе и Гамбла, располагается извилистый пролив Хауэнсуоли (фин. Hauensuoli, Щучья кишка). В этом месте сохранилось около 650 наскальных рисунков. Многие из них — это подписи морских путешественников, рисунки и гербы.
На карте Ганса Ханссона 1647 года в Ханко отмечено пять ферм.
В 1700 году между Швецией, Россией и Данией началась Северная война. После того, как шведская армия была разбита под Полтавой в 1709 году, чтобы препятствовать завоеванию Финляндии у полуострова Ханко был собран флот. В 1714 году произошло Гангутское сражение, в котором шведский флот был разбит русским под руководством Петра I. В честь победы многие корабли получили имя «Гангут».
События повторились в 1743 году во время следующей русско-шведской войны.
В 1747 году шведский фельдмаршал Августин Эренсверд спланировал на полуострове Ханко орудийную батарею. Из-за отсутствия опасности работы по строительству крепости так и не начали.

### Крепость
Когда в августе 1788 года отряд русских кораблей под командованием Джеймса Тревенена (служившего в русском флоте англичанина, капитана 1-го ранга) предстал перед беззащитным Ханко третий раз, брат короля, герцог Карл дал наконец приказ начать строительство. Майор Г. Ханс фон Киертинг, позднее дворянин Вёрнхьелм, закончил проект в январе 1789 года. На имеющейся напротив мыса Ханко скале построили в 1789—1808 крепость.
Во время Финской войны 1808—1809 годов эта крепость была занята русскими войсками. После войны вся Финляндия была присоединена к Российской империи как Великое княжество Финляндское.
Во время Крымской войны летом 1854 года крепость защищала порт Ханко, но в августе 1854 года была взорвана солдатами, которые опасались разделить судьбу крепости Бомарсунд на Аландских островах, захваченной англо-французскими войсками.

### Город и порт

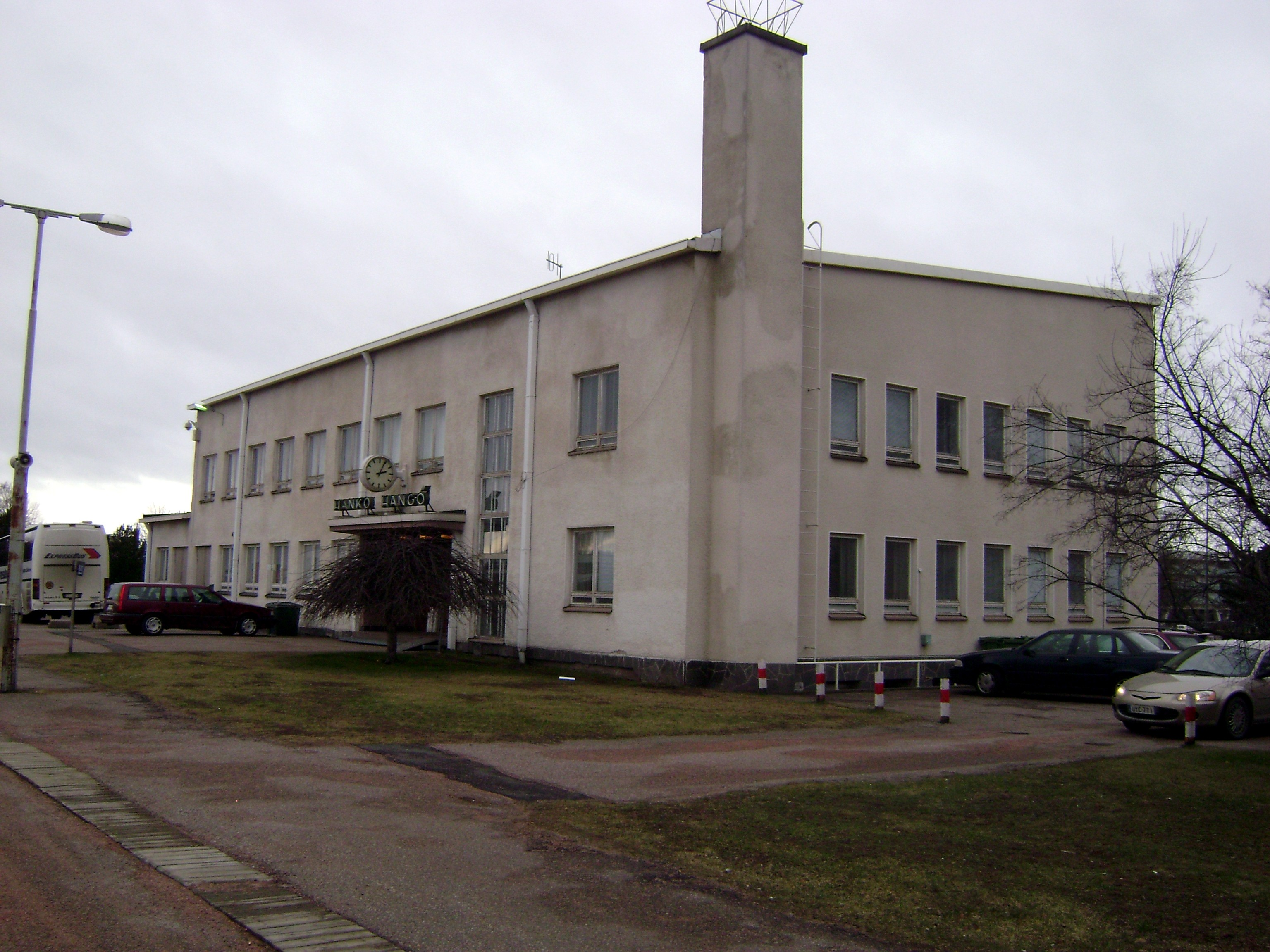
Железнодорожная станция

Расположение и форма протянутого в Балтийское море полуострова Ханко давала возможность мореходства в зимнее время, когда другие порты в Финляндии были ещё во льду. Вследствие этого в 1873 году на полуостров была проложена частная Ханковская железная дорога и построен первый круглогодичный портФинляндии. Главной целью было гарантировать перевозки в Санкт-Петербург зимой. Благодаря этому в 1874 году был основан портовый город Ханко.

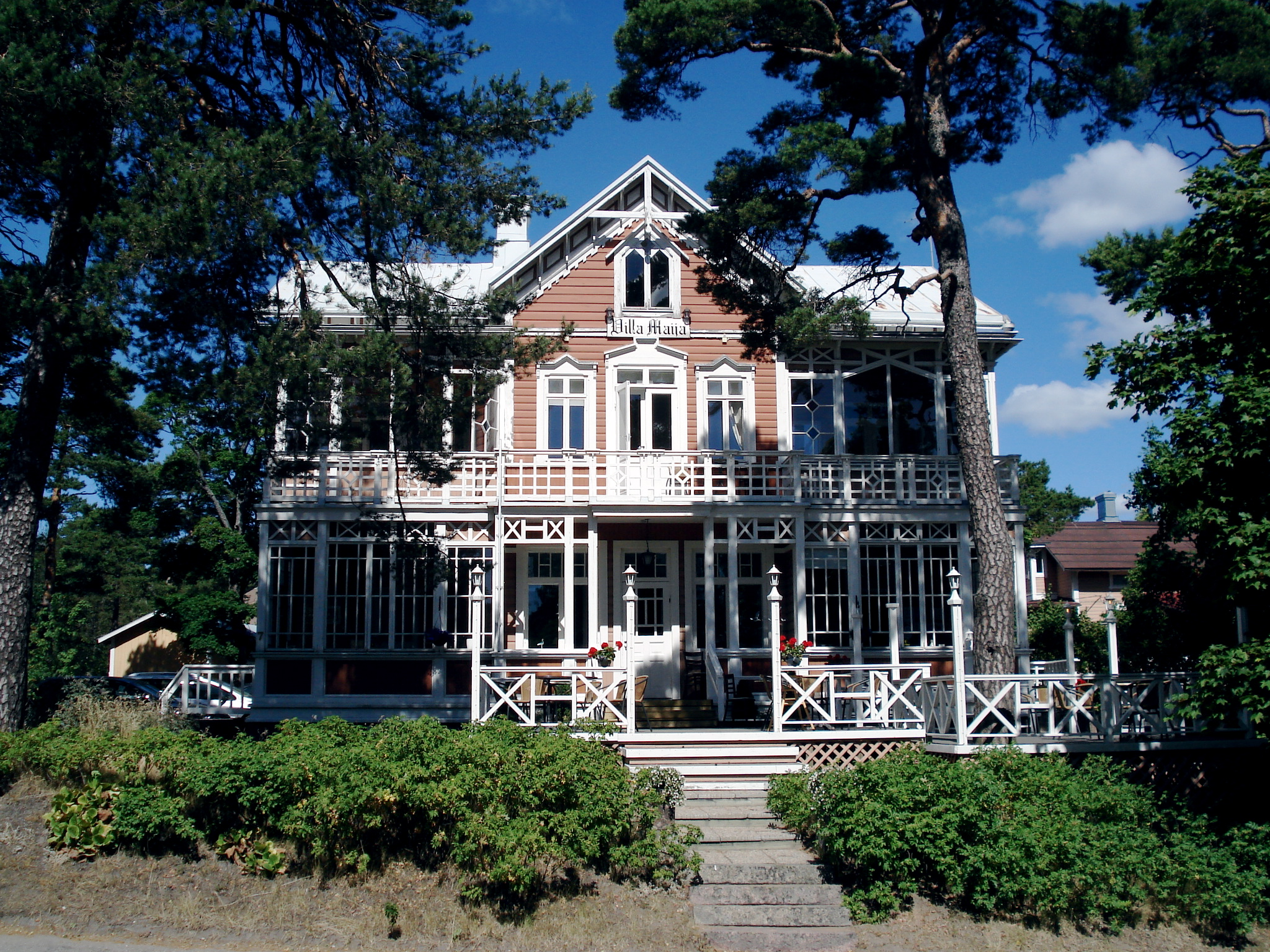
Отель-вилла "Мария"

Порт быстро развивался и стал одной из главных отправных точек эмиграции в Северную Америку. Через него в XIX и XX веке прошло около 240 тысяч эмигрантов.
Торговля дала развитие строительству. В 1879 году в городе основывают курорт и до конца века Ханко остаётся популярным местом отдыха русской аристократии, прибывающих на лето поездами и на яхтах. С тех времён в городе сохранились виллы и гостиницы.
Промышленная территория северной части Ханко начинает значительно развиваться начиная с 1880-х годов. Самое известное предприятие — финско-английский бисквитный завод Biscuittehdas Oy, позднее Ханко-Кекс, чьи строения теперь являются старейшими. Другое известное предприятие — основанный в 1934 году стеклянный завод.
Во время Первой мировой войны Ханко был важным городом. В самом начале войны в августе 1914 года русские войска взрывали некоторые портовые сооружения и железнодорожное депо, опасаясь прихода немцев, но начальник таможни капитан Викстрём остановил эти работы. С 1914 по 1918 год Ханко — исключительно военный порт.
В декабре 1917 года Финляндия обрела независимость. В начале 1918 года в новой стране началась Гражданская война. 3 апреля генерал Рюдигер фон дер Гольц, командующий Немецким балтийским дивизионом, по приглашению финского сената высадил 9500 человек в Ханко и начал продвижение к Хельсинки, который они захватили 13 апреля 1918 года. 7 апреля высадку 2500 солдат в Ловииса осуществил полковник Отто фон Бранденстейн, начавший продвижение к железной дороге на север и на запад, навстречу Гольцу.
В ходе войны было разрушено 80% зданий.

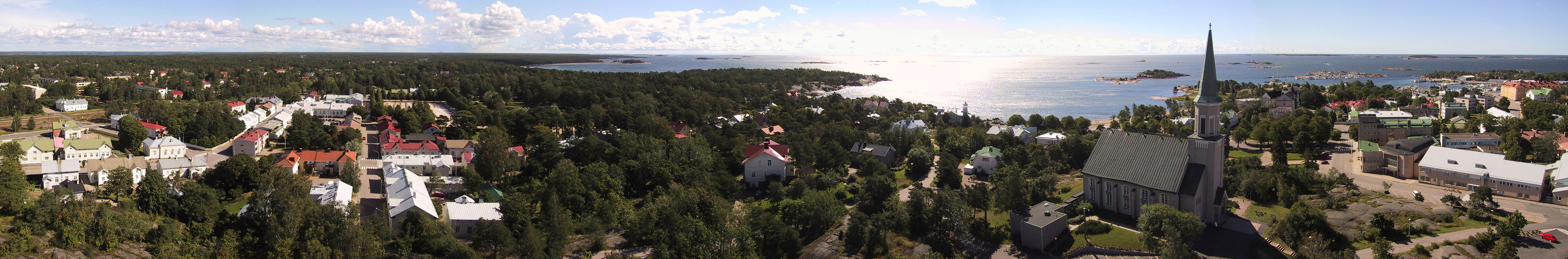
Панорама Ханко

### Советская военно-морская база
После Советско-финляндской войны (1939—1940) Финляндия сдавала Ханко в аренду Советскому Союзу в качестве военно-морской базы.
22 июня 1941 года, после начала операции «Барбаросса» военно-воздушные силы и военно-морские силы Германии атаковали базу. После начала 25 июня 1941 года советско-финляндской войны к боевым действиям против базы присоединились войска Финляндии.
Оборона Ханко вошла в историю советского военно-морского искусства как пример героической и умелой борьбы в шхерно-островном районе. В октябре — декабре 1941 года советские защитники базы были эвакуированы по морю в Ленинград и Кронштадт.
По окончании Второй мировой войны вместо Ханко СССР была предоставлена база в Порккале, которая существовала до 1955 года.

## Климат
В Ханко климат переходный от морского к умеренно континентальному.
- Среднегодовая температура воздуха — 6,0 °C
- Годовая норма осадков — 634 мм
- Относительная влажность воздуха — 73−81 %

| Показатель                                       | Янв.  | Фев. | Март  | Апр. | Май  | Июнь | Июль | Авг. | Сен. | Окт. | Нояб. | Дек.  | Год   |
| ------------------------------------------------ | ----- | ---- | ----- | ---- | ---- | ---- | ---- | ---- | ---- | ---- | ----- | ----- | ----- |
| Абсолютный максимум, °C                          | 7,7   | 7,9  | 14,4  | 19,7 | 25,5 | 30,9 | 31,1 | 28,3 | 23,2 | 16,1 | 11,6  | 9,0   | 31,1  |
| Средний суточный максимум, °C                    | −0,6  | −1,5 | 1,3   | 6,3  | 12,8 | 17,4 | 20,7 | 19,4 | 14,5 | 9,3  | 4,3   | 1,3   | 8,8   |
| Средняя температура, °C                          | −2,8  | −4   | −1,3  | 3,2  | 9,0  | 13,7 | 17,2 | 16,3 | 11,9 | 7,2  | 2,5   | −0,8  | 6,0   |
| Средний суточный минимум, °C                     | −5,4  | −6,6 | −4,1  | 0,4  | 5,6  | 10,3 | 13,9 | 13,4 | 9,3  | 5,0  | 0,5   | −3,2  | 3,3   |
| Абсолютный минимум, °C                           | −33,9 | −26  | −22,4 | −9,6 | −2,1 | 2,5  | 7,2  | 4,5  | −2,4 | −9,2 | −13,9 | −22,4 | −33,9 |
| Норма осадков, мм                                | 55    | 36   | 39    | 30   | 35   | 45   | 51   | 79   | 55   | 75   | 72    | 62    | 634   |
| Источник: Финляндский метеорологический институт |       |      |       |      |      |      |      |      |      |      |       |       |       |

## Население

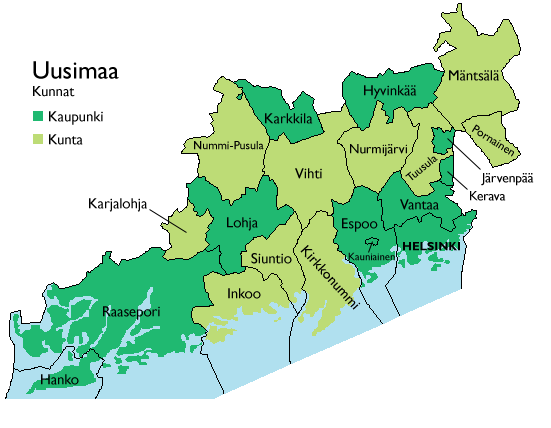
Городской муниципалитет Ханко на карте провинции Уусимаа.

По состоянию на апрель 2021 года, население составляет 8079 человек. Около 52,5 % населения финскоязычные, а 42,8 % — шведоязычные (2020 год). Согласно государственной переписи, численность Ханко неуклонно снижается: 12 163 человека в 1980 году и 8042 — в 2020 году.
В прошлом здесь говорили по-шведски, ныне официально город является двуязычным.

## Экономика
Сегодня Ханко важный портовый город и популярное место для летнего отдыха. Пароходство «Superfast Ferries» до 2006 поддерживало ежедневное сообщение с германским Ростоком.
Ханко является одним из национальных яхтенных центров, летом в нём причаливают около 7 тысяч яхт.
Основная занятость населения выпадает на секторы услуг и вторичной экономики (2022 год). С учётом налоговых поступлений и государственных субсидий операционная маржа составила в 2023 году более 18 миллионов долларов. В 2022 году в пятерку крупнейших коммерчески успешных налогоплательщиков вошли Forcit, Helkama Velox, Helkama Bica, VN Bygg - LU Construction и Santala Concrete – Sandö Betong.
Помимо рыболовной отрасти здесь занимаются производством ягодных вин, выращиванием ягод и продуктов их переработки.

## Достопримечательности
К достопримечательностям города относятся сооружённые в 1892 году протестантский и в 1895 году православный соборы, а также современная мэрия и крепостной музей.
В 1895 в Ханко была построена православная церковь св. Марии Магдалины.
На скалах о. Хауенсуоли (фин. Hauensuoli; швед. Gaddtarmen) сохранилось более 600 наскальных рисунков, высеченных ожидающими отплытия моряками. Древнейших рисунок датируется XV веком, большинство - XVI веком. Автором одного из таких изображений является граф Августин Эренсверд. Все эти скальные изображения внесены в список объектов всемирного наследия ЮНЕСКО.
Памятник эмигрантам, покидавшим Финляндию (в 1865-1930 годах) через порт Ханко и направлявшимся в Северную Америку.

В районе Лаппохьян расположена пляжная зона отдыха, в районе Тектомин - птичья башня Сванвикин и Тектоминские выбоины. Для туристов проложены "Тропа любви" и "Тропа троллей". Природная тропа деревни Твярминне, а тропа Хёгхольмен — в районе Тэктом.

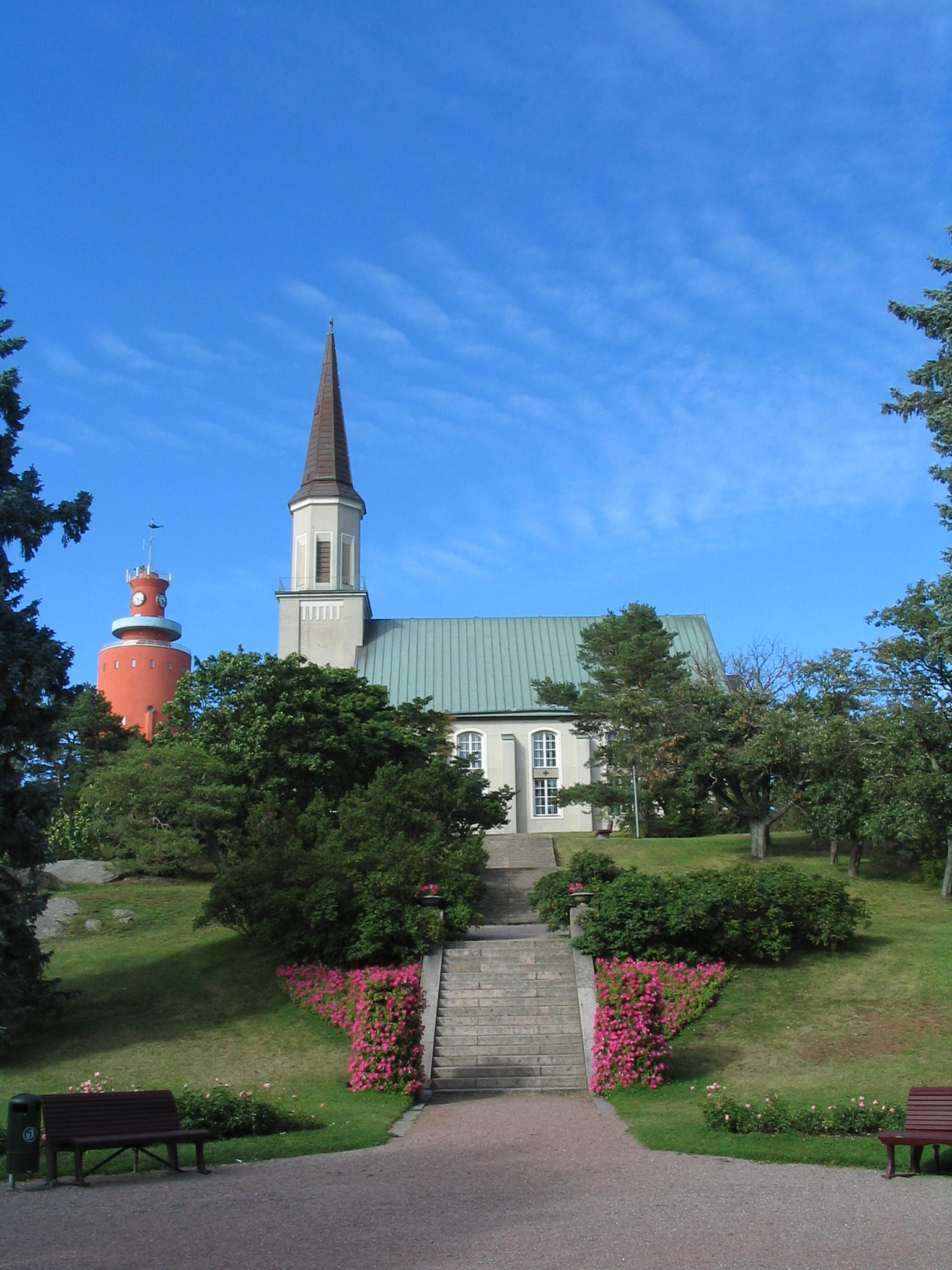
Церковь и водонапорная башня
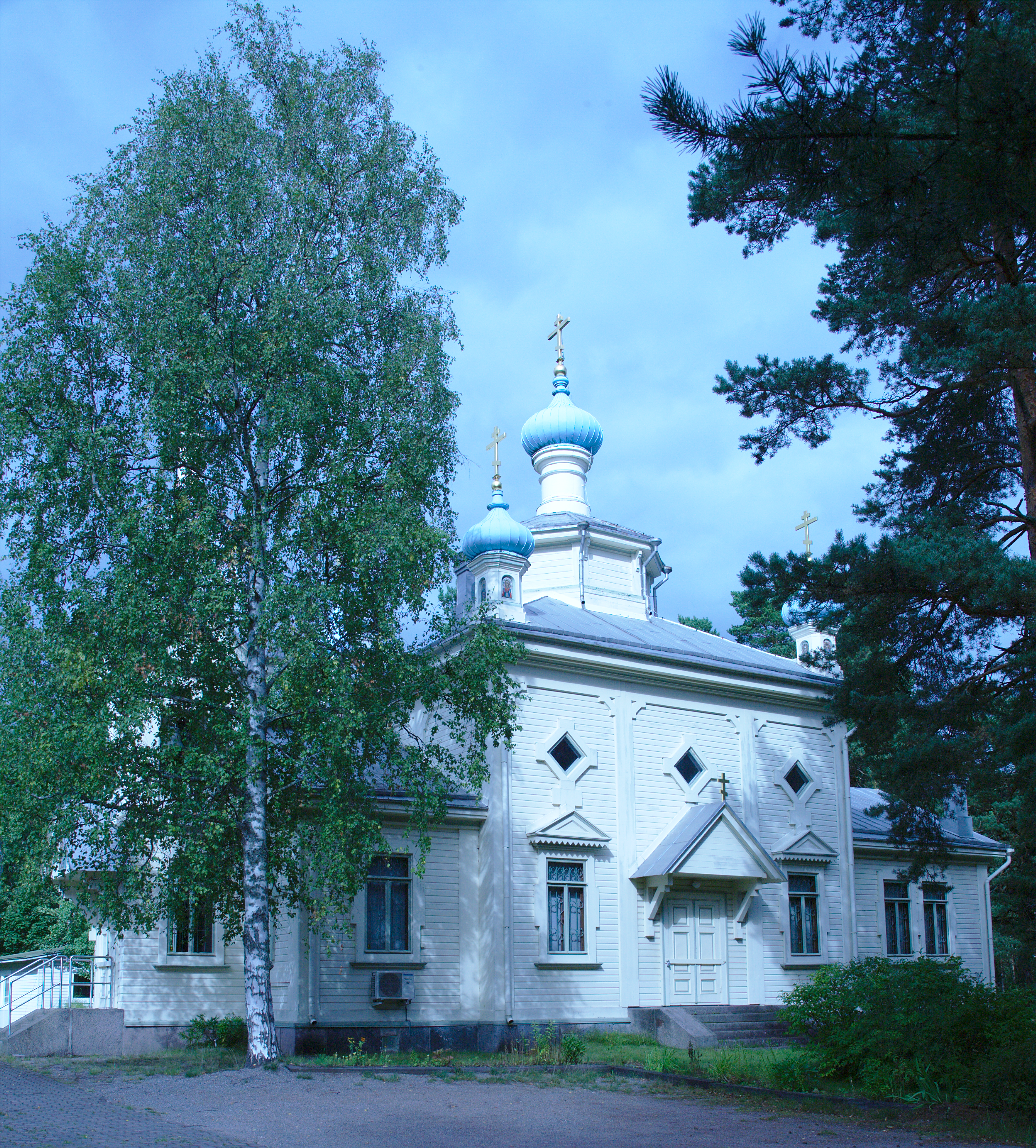
Православная церковь в Ханко
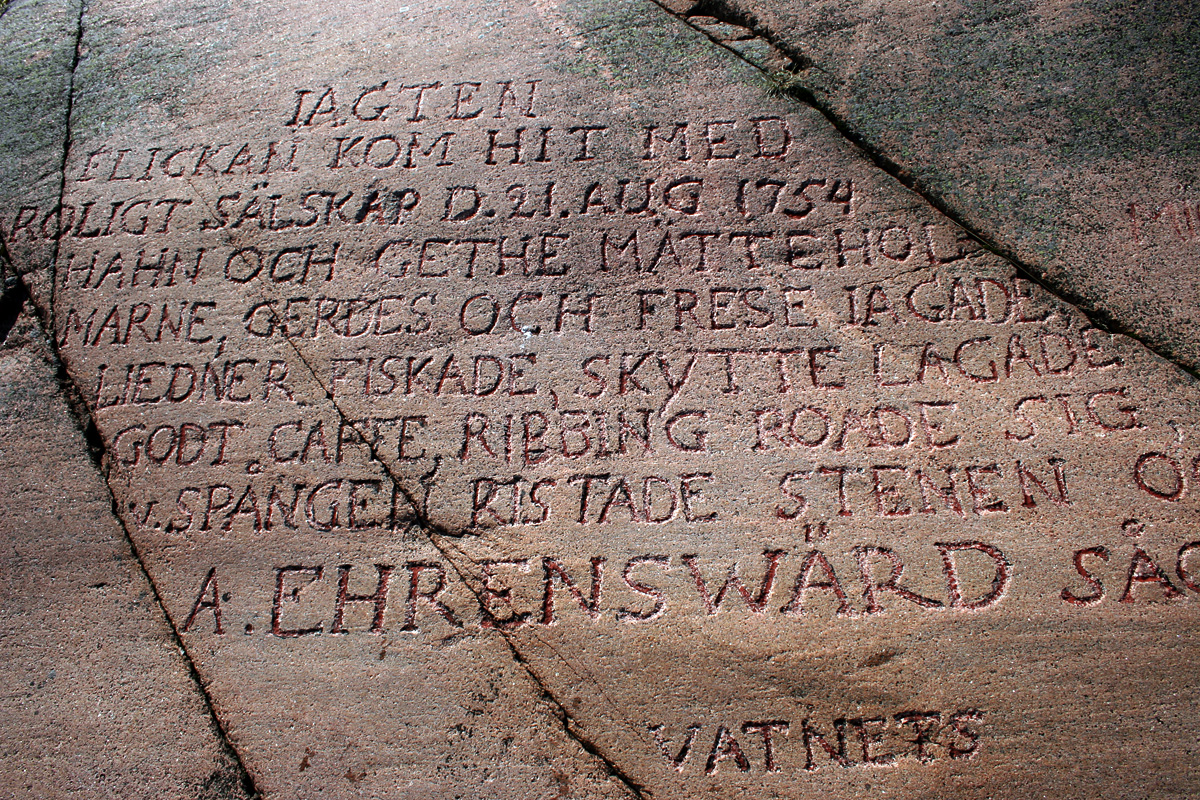
Текст Августина Эренсверда
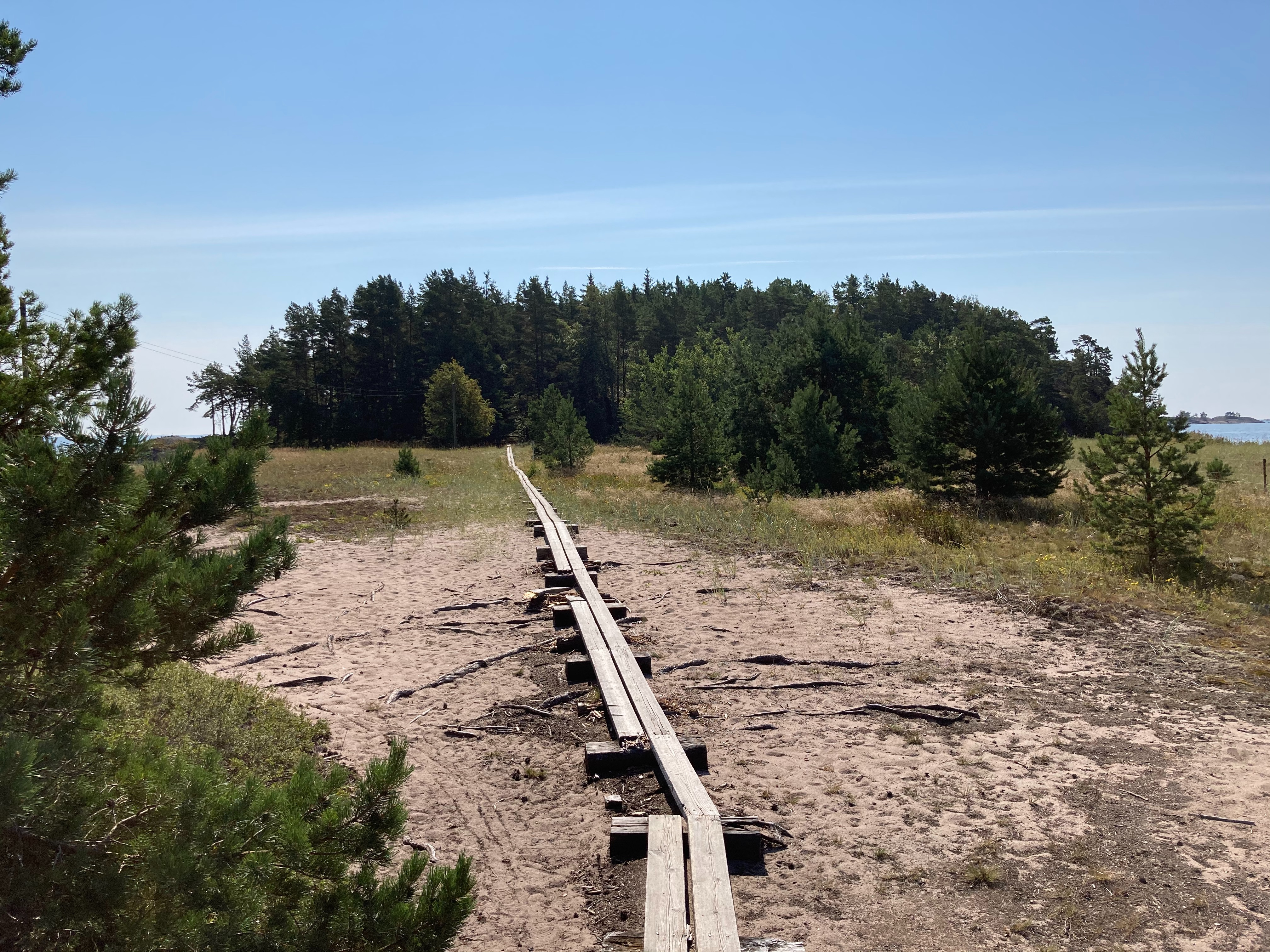
Пешеходная тропа Хёгхольмен
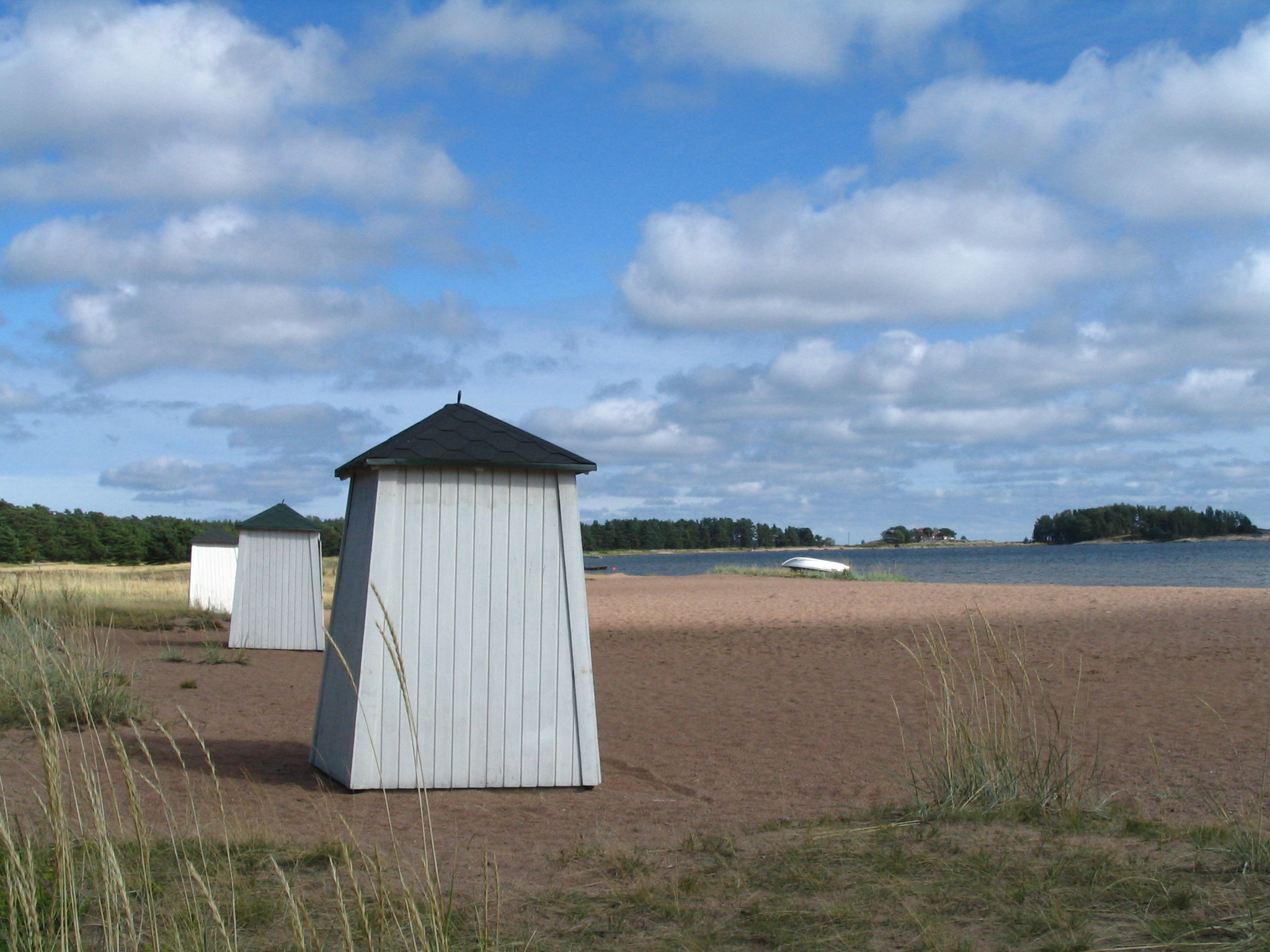
Пляж

### Мероприятия
- Театральный фестиваль Hangö Teaterträff в июне,
- Регата в июле,
- Музыкальный фестиваль Pitchfork в июле,
- Неделя морских коньков, соревнования по конкуру в конце июля[22],
- Hanko Pride в августе[23],
- Неделя тенниса в августе[24],
- Кинофестиваль октябрь-ноябрь в кинотеатре "Kino Olympia"[25].

## Города-побратимы
Городами-побратимами Ханко являются:
- Гентофте в Дании
- Хаапсалу в Эстонии
- Хальмстад в Швеции
- Стур в Нормегии